# Lech Zielaskowski
Lech Zielaskowski (ur. 3 kwietnia 1937 w Warszawie, zm. 20 lipca 2011 tamże) – polski fotograf lotniczy, operator filmowy.

## Życiorys
Ukończył studia na Uniwersytecie Warszawskim, od 1955 zajmował się zawodowo fotografia, a pierwsze zdjęcia lotnicze wykonał trzy lata później. Od 1960 był asystentem operatora filmowego Witolda Sobocińskiego w Wytwórni Filmów Dokumentalnych i Fabularnych, w 1967 uzyskał uprawnienia operatora. Współpracował z tygodnikiem Panorama i Agencją Fotograficzną Interpress, jego zdjęcia umieszczano w książkach, na plakatach i w folderach, jako fotograf lotniczy spędził zawodowo w powietrzu 200 godzin na samolotach i śmigłowcach. Posiadał akredytację Międzynarodowych Salonów Lotniczych, współpracował z PLL LOT. W Narodowym Archiwum Cyfrowym znajduje się Archiwum Fotograficzne Lecha Zielaskowskiego, które obejmuje ponad 5000 zdjęć od 1955 do 1999, w większości są to zdjęcia lotnicze przedstawiające sceny rodzajowe, architekturę, gospodarkę, lotnictwo cywilne oraz uroczystości państwowe i kościelne.
Został pochowany na cmentarzu Bródnowskim (kw. 31H-1-20).

## Dorobek artystyczny

### Albumy fotograficzne
- "The Sky Travel";
- "Polska z lotu ptaka";
- "Podniebne impresje";
- "Lot nad Polską".

### Operator filmowy
- "Odwet",
- "V.I.P.",
- "Ekstradycja 2".